# Короли интриги (фильм)
«Короли интриги» (исп. El cuento de las comadrejas) — фильм 2019 года режиссёра Хуана Хосе Кампанельи, снятый на основе аргентинской чёрной комедии «Парни и раньше не использовали мышьяк» (1976).

## Сюжет
Слава когда-то известной талантливой актрисы Мары Ордаз давно осталась в прошлом. Теперь забытая всеми постаревшая знаменитость живёт вдали от людей в загородном поместье вместе с мужем Педро, а также с теми, кто тесно связан с её счастливым прошлым — бывшим режиссёром Норберто и сценаристом Мартином. Последние годы Мара живёт только тем, что пересматривает фильмы со своим участием, разглядывает афиши и свои награды, тоскуя по ушедшей популярности. Однажды на пороге дома появляется молодая пара с просьбой о помощи. После непродолжительного знакомства парень и девушка, выдавая себя за поклонников Мары, пытаются склонить её к продаже своей усадьбы. Норберто и Мартин чувствуют, что в складывающихся обстоятельствах есть какой-то подвох, но мягкий и наивный Педро пока не замечает ничего подозрительного. Мара, окрылённая от восхищения и комплиментов со стороны нежданных гостей, соглашается на продажу своего имения, ведь Франсиско убедил её, что оказаться вновь в лучах славы очень просто, достаточно лишь переехать в большой город, чтобы быть в гуще всех событий.
Пока Барбара ищет для Мары и Педро новое жильё в Буэнос-Айресе, отношения между живущими в поместье накаляются всё больше. Норберто и Мартин в шаге от того, чтобы оказаться сосланными в дом престарелых. Однако после очередной встречи с Франсиско по вопросу сделки Мара возвращается домой в глубоком отчаянии. Поняв, что её обманули, бывшая актриса к тому же узнала о всей сложности своего положения — отменить продажу она уже не может, так как подписала документы, с помощью которых Франсиско и Барбара могут легко засудить её, взыскав к тому же большую сумму денег, которой у Мары нет.
Тем не менее бывшим звёздам киноиндустрии удаётся найти выход из непростого положения. Старики угощают чаем Барбару и Франсиско, приехавших на подписание оставшихся документов, после чего сообщают им, что в чай добавлен смертельный яд. Молодые люди в панике ищут противоядие и обнаруживают его во дворе дома. Узнав, что бутылек содержит дозу только на одного человека, Барбара стреляет в Франсиско и выпивает жидкость в бутыльке. Мартин и Норберто сообщают ей, что она только что выпила яд, а в чай было подмешано всего лишь рвотное средство.
В заключительных кадрах фильма зрителю показывают счастливых стариков, сумевших наладить свою жизнь, а во дворе их поместья появляются две новые статуи с замурованными в них телами убитых.

## В ролях
| Актёр               | Роль                |
| ------------------- | ------------------- |
| Грасьела Борхес     | Мара Ордаз          |
| Луис Брандони       | Педро               |
| Оскар Мартинес      | Норберто            |
| Маркос Мандсток     | Мартин              |
| Клара Лаго          | Барбара             |
| Николас Франселло   | Франсиско           |
| Луз Киприота        | хостес в ресторане  |
| Анвар Йома          | парень с парковки   |
| Мару Запата         | девушка на ресепшен |
| Адриана Гарибальди  | Эстелла             |
| Дана Габриела Бассо | Эльвира             |